# Onthophagus coomani
Onthophagus coomani là một loài bọ cánh cứng trong họ Bọ hung (Scarabaeidae).